# 이국선 타격령
이국선 타격령(異国船打払令)은 에도 막부가 1825년(분세이 8년)에 발표했다는 외국선 추방령이다. 무조건 타격령(無二念打払令), 외국 선박 타격령(外国船打払令), 분세이 타격령(文政の打払令)이라고도 한다.

## 개요
1808년 10월(분카 5년)에 일어난 페이톤 호 사건, 1824년 오쓰와 사건(大津浜事件)과 보물섬 사건으로 인해 발령된 것으로 알려져 있지만, 같은 해 1824년에 발생한 미토번 어민들이 몇 년 전부터 초여름 경, 앞바다에서 조어를 하고 있는 서양 포경선의 선원들과 물물교환을 한 일이 발각되어 300여명이 조사를 받았다 사건의 중요한 동기로 서양인과 일본 백성을 차단하려는 의도를 짙게 가지고 있었다는 설도 나오고 있다.
1808년 페이톤 호 사건과 1824년 오쓰와 사건 사이에 영국은 열심히 개국을 시도했다. 1816년에는 류큐에 통상을 요구하여 1817년부터 1822년까지 우라가에 여러 번 배를 보내기도 했었다.
타격령이 내리진 1825년은 잉글랜드 은행으로 인해 유럽을 삼켜 공황이 일어났다. 이 3년 후에는 시볼트 사건이 일어났다.

## 내용
일본 해안에 접근하는 외국 선박은 발견 즉시 포격하여 쫓아보낸다. 또한 상륙한 외국인에 대해 체포를 명령했다.
그러나 일본인 표류 어민 오토키치, 쇼조, 주사부로 등 7명을 귀환시키려고 온 미국 상선 모리슨 호를 영국 군함으로 오인하고 포격한 모리슨 호 사건이 발발하자 일본인도 이 정책을 비판했다. 또한 아편 전쟁에서 대국 청나라가 참패했다는 정보로 막부는 서양 군사력의 위력을 인식하고 1842년(텐포 13년)에는 이국선 타격령을 폐지하고 조난당한 선박에 한하여 보급을 인정한다는 신수급여령(薪水給与令)을 발령하였고, 분카의 신수급여령 수준으로 복원되었다.

## 같이 보기
- 쇄국정책